# روزا بايلي
روزا بايلي (بالفرنسية: Rosa Bailly)‏ هي صحفية وكاتِبة ومترجمة وشاعرة فرنسية، ولدت في 14 مارس 1890 في Saint-Florent-sur-Cher ‏ في فرنسا، وتوفيت في 14 يونيو 1976 في بو في فرنسا.